# St Neots
St Neots este un oraș în comitatul Cambridgeshire, regiunea East, Anglia. Orașul se află în districtul Huntingdonshire.